# سرماج حسین‌خانی
سرماج‌حسین‌خانی، روستایی از توابع بخش بیستون شهرستان هرسین در استان کرمانشاه ایران است.

## جمعیت
این روستا در دهستان شیرز قرار دارد و براساس سرشماری مرکز آمار ایران در سال ۱۳۸۵، جمعیت آن ۱٬۲۸۹ نفر (۳۱۰خانوار) بوده‌است.